# Xanthodes transversa
Xanthodes transversa är en fjärilsart som beskrevs av Achille Guenée 1852. Xanthodes transversa ingår i släktet Xanthodes och familjen trågspinnare. Inga underarter finns listade i Catalogue of Life.

## Bildgalleri

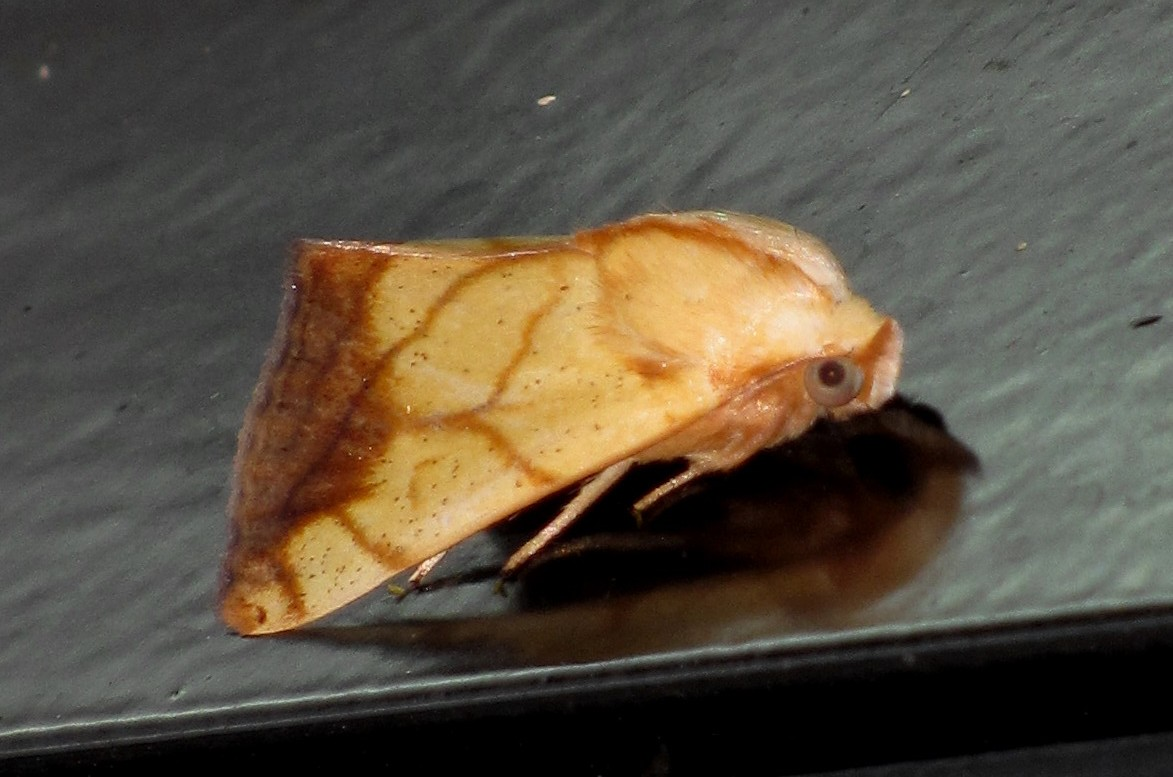
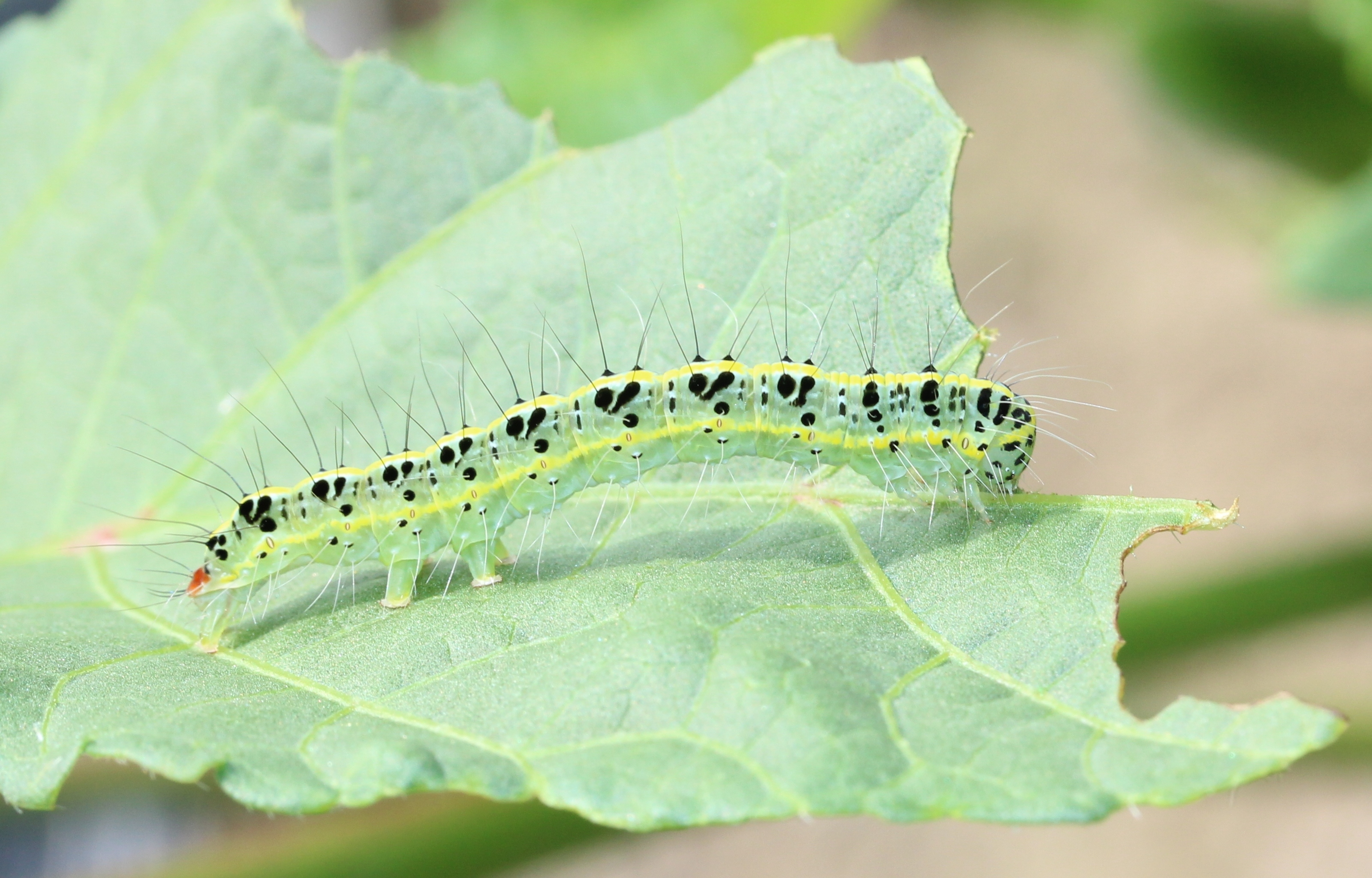
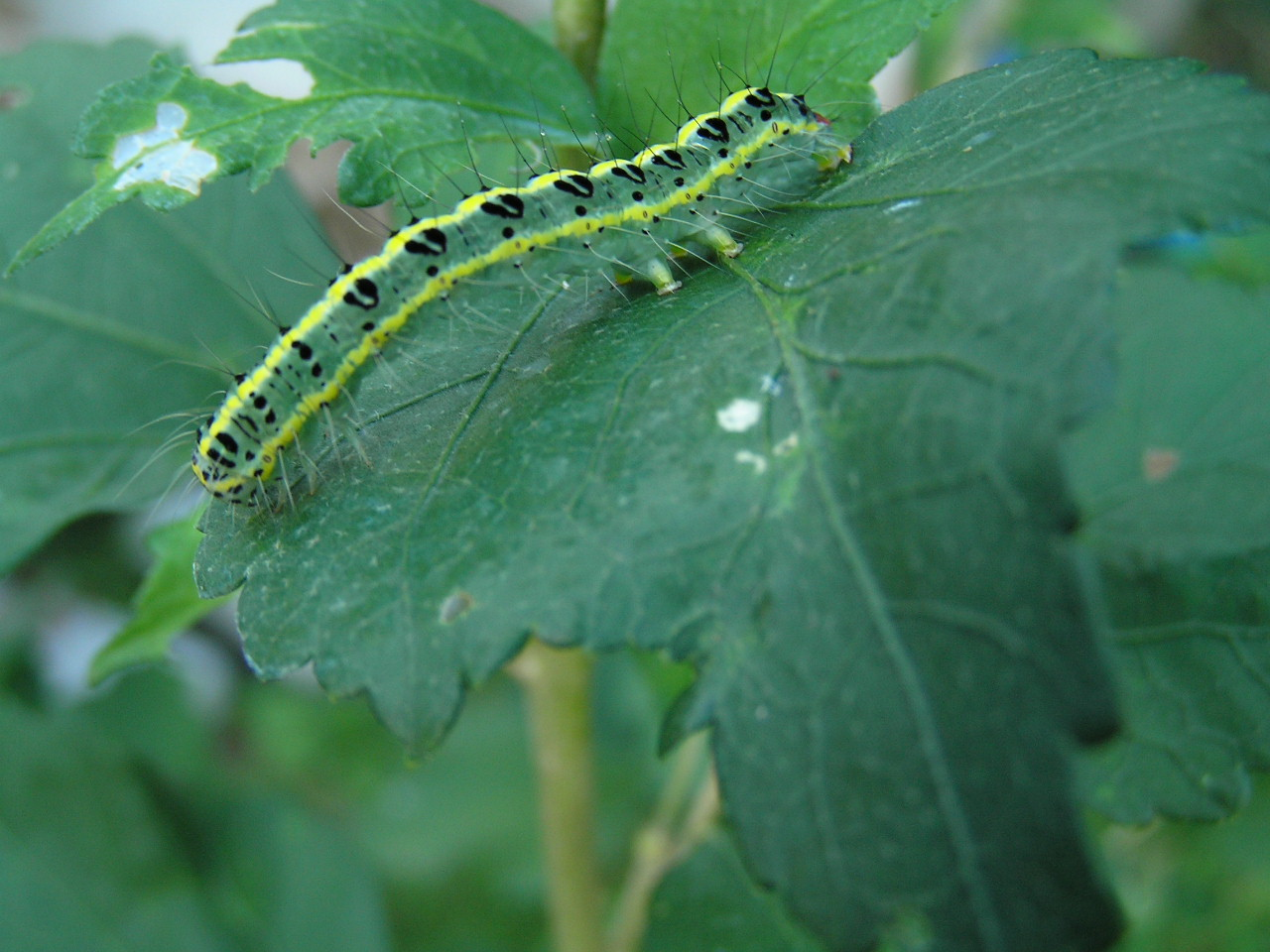